# 나침반 (노래)
《나침반》은 설운도의 2집 앨범에 수록된 노래이다.

## 문화
영화 아기공룡 둘리의 얼음별 대모험에서 작중 등장인물인 고길동이 이 노래의 일부분을 불렀다.
2020년 이후 유튜브 등지에서 고길동의 노래 장면을 이용한 다양한 패러디물이 제작되며 인터넷 밈으로 정착되기도 했다.